# Chronki
Chronki (Thamnophilinae) – podrodzina ptaków z rodziny chronkowatych (Thamnophilidae).

## Występowanie
Obejmuje gatunki występujące w obu Amerykach.

## Systematyka
Do podrodziny należą następujące plemiona:
- Microrhopiini Moyle, Chesser, Brumfield, Tello, Marchese & Cracraft, 2009
- Formicivorini Bonaparte, 1854
- Pithyini Ridgway, 1911
- Pyriglenini Moyle, Chesser, Brumfield, Tello, Marchese & Cracraft, 2009
- Thamnophilini Swainson, 1824